# سیارک ۲۵۶۹۸
سیارک ۲۵۶۹۸ (به انگلیسی: 25698 Snehakannan، نامگذاری:2000AQ126)۲۵۶۹۸مین سیارک کشف شده‌است که در ۰۵ ژانویه ۲۰۰۰ کشف شد.